# Belo-modra knjižnica
Ženska založba Belo-modra knjižnica je bila ustanovljena v Ljubljani leta 1927. Delovni program založbe je bilo izdajanje ženskih publikacij. V Ženskem svetu leta 1932 najdemo na strani 305 podatke o delovnem programu založbe. Vsako leto naj bi izdale eno knjigo domače pisateljice ali pesnice. K tem publikacijam pa so želele dodati tudi knjige tujih pisateljic v slovenskem prevodu.